# Annessione indiana di Goa
L'annessione indiana di Goa del 1961 (indicata anche come invasione di Goa o liberazione di Goa da parte indiana, oppure anche caduta dell'India portoghese), fu un intervento delle forze armate indiane che concluse il dominio portoghese nelle enclavi in India.
L'azione armata, indicata con nome in codice di Operazione Vijay (in hindī विजय, Vijay, letteralmente "Vittoria") da parte del governo indiano, si concluse in sole 36 ore, con una vittoria decisiva per l'India, che pose fine alla colonia portoghese di Goa dopo 451 anni. Durante i combattimenti morirono ventidue indiani e trenta portoghesi. Il breve conflitto scatenò reazioni contrastanti in tutto il mondo. In India l'azione fu vista come una liberazione di territori storicamente indiani per vicinanza geografica, mentre il Portogallo lo considerò come un'aggressione contro il suolo nazionale e i suoi cittadini.